# 陰間茶屋

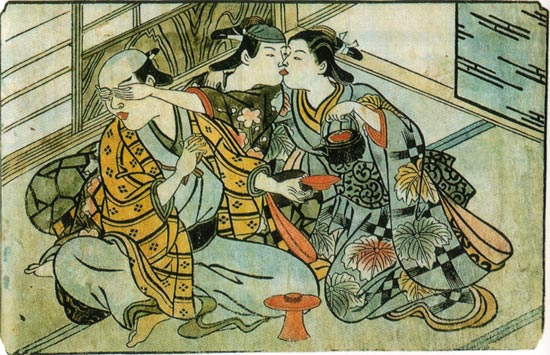
男性客（左）の背後で女中（右）と接吻をする紫帽子を被った色若衆（中央）。京の宮川町の陰間茶屋にて。西川祐信作。1716年〜1735年頃。

陰間茶屋（かげまちゃや）とは江戸時代中期、元禄（1688-1704）年間ごろに成立した陰間が売春をする居酒屋・料理屋・傾城屋の類。京阪など上方では専ら「若衆茶屋」、「若衆宿」と称した。　　

## 概要
元来は陰間とは歌舞伎における女形（女役）の修行中の舞台に立つことがない（陰の間の）少年を指した。彼らが男性と性的関係を持つことは、女形としての修行の一環と考えられていた。ただし女形の男娼は一部であり、今でいう「女装」をしない男性の姿のままの男娼が多くを占めていた。陰間茶屋は当初は芝居小屋と併設されていたが、次第に男色目的に特化して、独立した陰間茶屋が増えていった。
売色衆道は室町時代後半から始まっていたとされるが、江戸時代に流行し定着した。江戸で特に陰間茶屋が集まっていた場所には、東叡山喜見院の所轄で女色を禁じられた僧侶の多かった本郷の湯島天神門前町や、芝居小屋の多かった日本橋の芳町（葭町）がある。京では宮川町、大坂では道頓堀などが有名だった。江戸においては、上方から下ってきた者が、物腰が柔らかく上品であったため喜ばれた。地方にも飛子や香具売りといった男娼があり、東海道の興津清見寺の門前では膏薬屋を兼ねた陰間茶屋が軒を連ねた。
料金は非常に高額で、庶民に手の出せるものではなかった。平賀源内が陰間茶屋や男色案内書とでもいうべく『江戸男色細見-菊の園-』、『男色評判記-男色品定-』を出しており、それによれば一刻（2時間）で1分（4分の1両）、一日買い切りで3両、外に連れ出すときは1両3分～2両がかかった。ちなみに江戸中期における1両は現在の5～10万円相当とされる。
主な客は金銭に余裕のある武家、商人、僧侶の他、女の場合は御殿女中や富裕な商家などの後家（未亡人）が主だった。
ただし幕府の天保の改革で風俗の取り締まりが行われ、天保13年（1842年）に陰間茶屋は禁止された。

## 陰間茶屋があった場所
江戸での所在地と陰間茶屋の軒数は以下のようになっている。
- 芳町 (現日本橋人形町1-3丁目）- 13軒
- 堺町・葺屋町 (現日本橋人形町3丁目）- 14軒
- 湯島天神門前町 - 10軒
- 芝神明 - 7軒
- 麹町平河町天神 - 3軒
- 神田花房町 - 3軒
- 木挽町 - 3軒
- 八丁堀代地 - 2軒
- 市谷八幡 - 2軒

## 用語
- 陰間（かげま） - 売春をする若衆。
- 陰子（かげこ） - まだ舞台を踏んでいない修業中の少年俳優。密かに男色を売った。